# O. V. Vijayan

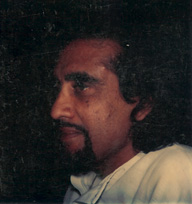
O. V. Vijayan

O. V. Vijayan (Ottupulackal Velukkuty Vijayan; * 2. Juli 1930; † 30. März 2005 in Hyderabad) war ein indischer Schriftsteller und Karikaturist, der ein wichtiger Vertreter der modernen Malayalam-Literatur war. Am bekanntesten ist er für seinen Erstlingsroman Khasakkinte Itihasam (1969). Vijayan war Autor von sechs Romanen, neun Kurzgeschichtensammlungen und neun Sammlungen von Essays, Memoiren und Reflexionen.

## Leben
Der 1930 in Palakkad geborene Vijayan erwarb einen Master-Abschluss in englischer Literatur am Presidency College in Madras. Seine erste Kurzgeschichte Tell Father Gonsalves schrieb er 1953. Khasakkinte Itihasam (Die Legenden von Khasak), Vijayans erster Roman, erschien 1969. Er löste eine große literarische Revolution aus und teilte die Geschichte der Malayalam-Literatur in die Zeit vor Khasak und nach Khasak. Khasakkinte Itihasam ist sein bekanntestes Werk als zorniger junger Mann. Späteren Werke sind Gurusagaram (Die Unendlichkeit der Gnade), Pravachakante Vazhi (Der Weg des Propheten) und Thalamurakal (Generationen).
Vijayan verfasste viele Bände mit Kurzgeschichten, die von komisch bis philosophisch reichen und eine Vielfalt von Situationen, Tönen und Stilen aufweisen. Vijayan übersetzte die meisten seiner eigenen Werke aus dem Malayalam selbst ins Englische. Er war auch als Karikaturist und politischer Beobachter tätig und arbeitete für Zeitungen wie The Statesman und The Hindu.
Vijayan war mit Theresa Gabriel verheiratet, das Paar hatte einen Sohn, Madhu. Vijayan litt 20 Jahre lang an der Parkinson-Krankheit. Er wurde im März 2005 ins Care Hospital in Hyderabad eingeliefert, wo er am 30. März 2005 im Alter von 74 Jahren einem Organversagen erlag. Sein Leichnam wurde mit einem Sonderflug nach Kerala gebracht und mit allen staatlichen Ehren im Krematorium Ivor Madom in Pambadi eingeäschert, in der Nähe seines Geburtsortes bei Thrissur am Ufer des Bharathapuzha. Sein Neffe Ravi Shankar, ein bekannter Cartoonist, zündete den Scheiterhaufen an. Teresa Vijayan starb ein Jahr nach seinem Tod. Sein Sohn lebt in den USA.

## Preise und Auszeichnungen
2003 wurde O. V. Vijayan mit dem Padma Bhushan ausgezeichnet.

## Bibliographie

### Romane
- O. V. Vijayan: Khasakkinte Itihasam (The Legends of Khasak). DC Books, 1969, ISBN 978-81-7130-126-3 (google.com).
- O. V. Vijayan: Dharmapuranam (The Saga of Dharmapuri). DC Books, 1985 (google.com).
- O. V. Vijayan: Gurusagaram (The Infinity of Grace). DC Books, 1987 (google.com).
- O. V. Vijayan: Madhuram Gayathi. DC Books, 1990, ISBN 81-264-0454-X (dcbooks.com).
- O. V. Vijayan: Pravachakante Vazhi. DC Books, 1993, ISBN 978-81-7130-258-1 (goodreads.com).
- O. V. Vijayan: Thalamurakal (Generations). DC Books, 1997, ISBN 978-81-7130-742-5 (google.com).

### Übersetzungen ins Englische
- O. V. Vijayan: After the hanging and other stories (1930–2005). Penguin, New Delhi, India 1989, ISBN 978-0-14-012617-4 (archive.org).
- O. V. Vijayan: The Saga of Dharmapuri. ISBN 978-0-14-010787-6 (archive.org).
- O. V. Vijayan: The legends of Khasak (1930–2005). Penguin Books, New Delhi 1994, ISBN 978-93-5118009-8.
- O. V. Vijayan: The infinity of grace (1930–2005). Penguin Books, New Delhi 1996, ISBN 978-0-14-026007-6.
- O. V. Vijayan: Selected Fiction. Penguin, 1999, ISBN 978-0-14-028965-7 (google.com).

### Übersetzungen ins Deutsche
- Die Legenden von Khasak, Insel Verlag, Frankfurt am Main, 2004
- Die Erzählung Nach der Hinrichtung erschien erst in Hermann Gundert – Brücke zwischen Indien und Europa, Süddeutsche Verlagsgesellschaft, Ulm 1993, und danach in MEINE WELT, Heft 1/1993.